# Rafales
Pour les articles homonymes, voir Ráfales.

Rafales est une série de bande dessinée franco-belge créée par le scénariste Stephen Desberg et le dessinateur Francis Vallès en 2005.

## Synopsis
Sébastien Christie est photographe de guerre. Au cours d'un reportage, il se retrouve témoin d'un attentat visant à déstabilser un puissant conglomérat pétrolier. Cette attaque s'inscrit dans un schéma plus vaste, où l'homme risque d'être détrôné au sommet de l'échelle biologique par une nouvelle espèce.

## Fiche technique
- Scénario : Stephen Desberg
- Dessin : Francis Vallès
- Couleurs : Marie-Paule Alluard
- Éditeur : Le Lombard
- Collection : Troisième vague
- Taille : format standard
- Nb de pages : 48

## Albums
1. Les Inhumains (2005)
2. L'Évolution (2006)
3. India Allen (2007)
4. La Solution Lucrèce (2008)[1]

## Personnages principaux
- Les « bons »
  - Sébastien Christie : grand reporter travaillant pour le journal Le Point
  - Alexander : ami de Seb, correspondant au Zeit
  - Eva : ex-femme de Seb
  - Bouly : supérieur de Seb
  - Dieter
  - François Chaulet : journaliste politique
  - Glieder : journaliste, ami de Seb

- Les inhumains
  - Alma
  - Docteur Friedrich Bergholm (1898-1943) : biologiste nazi, le premier à découvrir l'émergence d'une espèce mutée. Protecteur de la mère d'Alma.
  - Naïa : grand-mère d’Alma

- Waxon Corporation
  - India Allen : chef du département sécurité de la Waxon, ancienne agent de terrain de la CIA
  - Lyndon Ashmoore : directeur local de la Waxon, supérieur direct d'India Allen
  - Colonel Hallda : un des adjoints d'Ashmoore, officier traitant de la CIA
  - Professeur Werner : concepteur des plans des usines chimiques de la Waxon